# ایپه
اِیپه (به هلندی: Epe) یکی از شهرهای استان خلدرلاند در شرق هلند است. جمعیت این شهر طبق آمار سال ۲۰۰۷ معادل ۳۲٬۹۹۹ نفر است.
از افراد مشهور این شهر می‌توان به مارک اوفرمارس، فوتبالیست و هافبک سابق تیم‌های آژاکس، آرسنال و بارسلونا اشاره کرد.